# A Szent István-bazilika harangjai
A Szent István-bazilika harangjai a budapesti Szent István-bazilika, az esztergomi és budapesti érsekség székesegyházának harangjai.

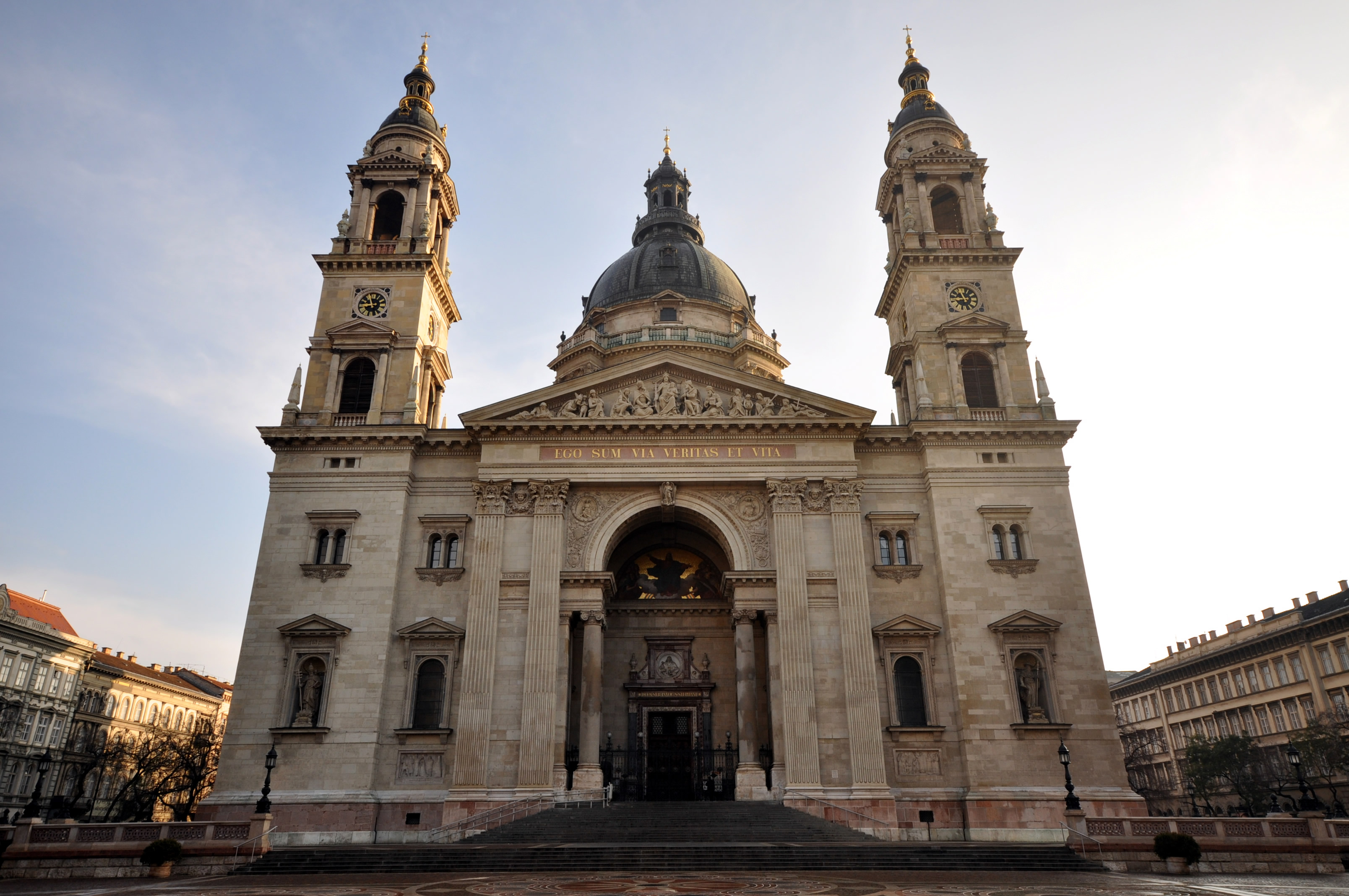
A Szent István-bazilika

A harangokat a 19-20. században öntötték. Ez Magyarország egyik legjelentősebb harangegyüttese. Jellemző a harangok hangmintázatának nagyon szép kompozíciója, mind a harangok tartóalapja, a mintegy 10 tonnás Szent István-harang. Ez Magyarország legnagyobb harangja, és az újkor egyik legszebb hangú harangjaként méltatják Európában. A harangot a passaui harangöntő, Rudolf Perner öntötte egy pályázat keretében. A harang legfőképpen augusztus 20-án és szilveszter éjfélkor kondul meg a többi haranggal együtt 12 percen át, emellett hallható főünnepeken is. A szentmise végét ő jelzi. Érdekessége, hogy füles harang; koronáján 6 db fülecske van és ezeknél fogva van felfüggesztve a járomra. A harangot I. (Szent) István király tiszteletére öntötték.

## Története

### A harangok helyei az I. világháborúig
Az I. világháborúig összesen 8 harang volt a bazilika tornyaiban.

#### Déli torony
Szent György-harang, hangja: F0

#### Északi torony
Boldogasszony-harang, hangja: Aisz/B0
Szent István-harang, hangja: ismeretlen
Szűz Mária-harang, hangja: ismeretlen
Szentháromság-harang, hangja: ismeretlen
Mária segíts-harang, hangja: ismeretlen
János apostol-harang, hangja: ismeretlen
Szent Lipót-harang, hangja: ismeretlen

### Háborúk közötti időszak
A Szlezák László által öntött harang előtt is volt egy nagyharang, amit a Szentháromság tiszteletére öntöttek. A harangot id. Walser Ferenc öntötte 1892-ben, hangja: F0 volt. A nagyharang tömege 7735 kg volt. Az I. világháborút csak a Boldogasszony-harang és a vele egy időben készült lélekharang élte túl. Az I. világháború után 5 új harang készült. A legnagyobbat, a Hősök-harangját Szlezák László öntötte 1930-ban Szent Imre herceg tiszteletére. Az 1930. április 27-i harangszentelés a Szent Imre jubileumi év első látványos eseménye volt. Az egyházi szertartás Serédi Jusztinián hercegprímás végezte a bazilika lépcsője előtt elhelyezett  öntvénynél. A „haranganya” tisztjét a kormányzóné, Horthy Miklósné Purgly Magdolna vállalta.
A Hősök/Szent Imre-harangot 1944. május 20-án hadi célokra elvitte a német hadsereg. Ezáltal nemcsak a magyar katolicizmust érte pótolhatatlan veszteség, hanem a magyar harangok öntészettörténetével foglalkozó kutatást is. A harang kicsinyített mását Szlezák László 1930-ban ajándékozta a bazilikának, amelyet az elmúlt évtizedekben a Szent Jobb-kápolnában az oltár mellett lehetett megtekinteni. Napjainkban a kis harangot elzárva, a plébánia kincsei között őrzik. A leletek szerint a harangnak a hangja ismeretlen volt.
Ezt a feliratot lehetett olvasni rajta:
„ANNO DOMINI MDCCCCXXX/ SZENT IMRE JUBILEUMI ESZTENDEJÉBEN/ MADARÁSZ IMRE APÁT KEZDEMÉNYEZÉSÉRE/ SERÉDI JUSZTINIÁN BIBOROS HERCEGPRIMÁS/ ORTVAI REZSŐ PLÉBÁNOS CSUPOR JÓZSEF KEGYÚRI TANÁCSNOK/ RIPKA FERENC FŐPOLGÁRMESTER NAGY KÁROLY EGYHÁZKÖZSÉGI ELNÖK/ SIPÖCZ JENŐ POLGÁRMESTER FLEISCHER TIHAMÉR TEMPLOMGONDNOK IDEJÉN/ BUDAPEST SZÉKESFŐVÁROS KÖZÖNSÉGÉNEK ÉS AZ EGYHÁZKÖZSÉGNEK/ ÁLDOZATKÉZSÉGÉBŐL KÉSZÜLT”. Hangja a felszenteléskor a Keleti pályaudvarig elhallatszott. Ez a magyar harangöntészet csúcsa. A II. világháborúban még keményebb harangrekvirálás következett be. A Boldogasszony-harang kivételével valamennyi harangot leszerelték a németek és hadi célokra elvitték. A Szlezák-nagyharang szemtanúk szerint nem került beolvasztásra, évekig egy ismeretlen kikötőben volt, sorsa ismeretlen.

### A harangok helyei a II. világháborúig
A II. világháborúig összesen 3 harang volt a bazilika tornyaiban.

#### Déli torony
Szent Imre-harang, hangja: ismeretlen

#### Északi torony
Boldogasszony-harang, hangja: Aisz/B0
Lélekharang, hangja: ismeretlen

### A bazilika harangjai 1990-től
A Bild Post német hírlap pályázatot indított a harangok megöntésére, ez sikerrel is járt, hiszen 1990-ben a Perner-cég 5 új harangot öntött, a Szent István-harang, ami majdnem 10 tonnás, a déli toronyban kapott helyet. A harangot A többi négy harang csak 1993-ban érkezett meg. A harangokat Szent Erzsébet, Szent Imre, Boldog Gizella és Szent Henrik védőszentek nevére keresztelték. Érdekesség, hogy a harangokat átalakították kézi húzásról elektromos harangozásra. Innentől kezdve a harangok villanymotorral mozognak, így a harangok felülütősen és álfelülütősen szólalnak meg.

### A harangok helye napjainkig

#### Déli torony
Szent István-harang, hangja: Fis/Ges0

#### Északi torony
Boldogasszony-harang, hangja: Ais/B0
Szent Henrik-harang, hangja: Cis/Des1
Boldog Gizella-harang, hangja: F1
Szent Imre-harang, hangja: Gisz/Asz1
Szent Erzsébet-harang, hangja: Aisz/B1

## A harangok helye
| Szám | Név                   | Kép | Audio | Öntési év | Öntöde, helyszíne           | Átmérő (cm) | Tömeg (kg) | Hangzása   | Torony |
| ---- | --------------------- | --- | ----- | --------- | --------------------------- | ----------- | ---------- | ---------- | ------ |
| 1    | Szent István-harang   |     |       | 1990      | Rudolf Perner, Passau       | 240 cm      | 9.250 kg   | Fisz/Gesz0 | Déli   |
| 2    | Boldogasszony-harang  |     |       | 1863      | Id. Walser Ferenc, Budapest | 178,5 cm    | 3.169,6 kg | Aisz/B0    | Északi |
| 3    | Szent Henrik-harang   |     |       | 1993      | Rudolf Perner, Passau       | 150 cm      | 2.150 kg   | Cisz/Desz1 | Északi |
| 4    | Boldog Gizella-harang |     |       | 1993      | Rudolf Perner, Passau       | 117 cm      | 1.250 kg   | F1         | Északi |
| 5    | Szent Imre-harang     |     |       | 1993      | Rudolf Perner, Passau       | 97 cm       | 750 kg     | Gisz/Asz1  | Északi |
| 6    | Szent Erzsébet-harang |     |       | 1993      | Rudolf Perner, Passau       | 86 cm       | 500 kg     | Aisz/B1    |        |